# 千住緑町
千住緑町（せんじゅみどりちょう）は、東京都足立区の町名。京成電鉄が、分譲開発した街である。
現行行政地名は千住緑町一丁目から三丁目。住居表示実施済区域。

## 地理
足立区の南部に位置し、荒川区南千住に接する。千住地区（旧千住町）の中では南西部に位置し、隅田川沿線である。主に住宅地となっているほか、1丁目にはニッピの工場があったが再開発が進んでいる。

### 地価
住宅地の地価は、2025年（令和7年）1月1日の公示地価によれば、千住緑町1-2-1の地点で60万2000円/m2、千住緑町2-13-13の地点で50万1000円/m2となっている。

## 歴史
かつては緑町であった。

### 沿革
- 1932年（昭和7年）10月1日 - 千住町が西新井町、梅島町、舎人村、渕江村、東渕江村、伊興村、江北村、綾瀬村、花畑村とともに東京市へ編入され足立区となる。千住町大字緑町から足立区千住緑町に変更される。

## 世帯数と人口
2025年（令和7年）1月1日現在（足立区発表）の世帯数と人口は以下の通りである。
| 丁目           | 世帯数    | 人口    |
| -------------- | --------- | ------- |
| 千住緑町一丁目 | 642世帯   | 1,506人 |
| 千住緑町二丁目 | 1,235世帯 | 2,231人 |
| 千住緑町三丁目 | 1,184世帯 | 2,091人 |
| 計             | 3,061世帯 | 5,828人 |

### 人口の変遷
国勢調査による人口の推移。
| 年                 | 人口  |
| ------------------ | ----- |
| 1995年（平成7年）  | 4,467 |
| 2000年（平成12年） | 4,379 |
| 2005年（平成17年） | 4,345 |
| 2010年（平成22年） | 4,633 |
| 2015年（平成27年） | 5,309 |
| 2020年（令和2年）  | 5,682 |

### 世帯数の変遷
国勢調査による世帯数の推移。
| 年                 | 世帯数 |
| ------------------ | ------ |
| 1995年（平成7年）  | 1,805  |
| 2000年（平成12年） | 1,811  |
| 2005年（平成17年） | 1,890  |
| 2010年（平成22年） | 2,253  |
| 2015年（平成27年） | 2,529  |
| 2020年（令和2年）  | 2,814  |

## 学区
区立小・中学校に通う場合、学区は以下の通りとなる（2023年4月時点）。なお、足立区では学校選択制度を導入しており、中学校は区内全域から、小学校は学区域または学区域に隣接する学校から選択することが可能。
| 丁目           | 番地 | 小学校               | 中学校                 |
| -------------- | ---- | -------------------- | ---------------------- |
| 千住緑町一丁目 | 全域 | 足立区立千寿小学校   | 足立区立第一中学校     |
| 千住緑町二丁目 | 全域 | 足立区立千寿小学校   | 足立区立第一中学校     |
| 千住緑町三丁目 | 全域 | 足立区立千寿桜小学校 | 足立区立千寿青葉中学校 |

## 事業所
2021年（令和3年）現在の経済センサス調査による事業所数と従業員数は以下の通りである。
| 丁目           | 事業所数  | 従業員数 |
| -------------- | --------- | -------- |
| 千住緑町一丁目 | 34事業所  | 692人    |
| 千住緑町二丁目 | 88事業所  | 403人    |
| 千住緑町三丁目 | 53事業所  | 295人    |
| 計             | 175事業所 | 1,390人  |

### 事業者数の変遷
経済センサスによる事業所数の推移。
| 年                 | 事業者数 |
| ------------------ | -------- |
| 2016年（平成28年） | 206      |
| 2021年（令和3年）  | 175      |

### 従業員数の変遷
経済センサスによる従業員数の推移。
| 年                 | 従業員数 |
| ------------------ | -------- |
| 2016年（平成28年） | 1,410    |
| 2021年（令和3年）  | 1,390    |

## 交通

### 鉄道
地区内に京成本線や千代田線が通るが駅は無い。隣接する千住橋戸町に千住大橋駅がある。

### 道路
- 東京都道461号（墨堤通り）

## 施設
- ニッピ
- 櫻神社
- 千住スポーツ公園
- 緑町会館

## その他

### 日本郵便
- 郵便番号 : 120-0044[3]（集配局 : 足立郵便局[16]）。